# Магнитная линза

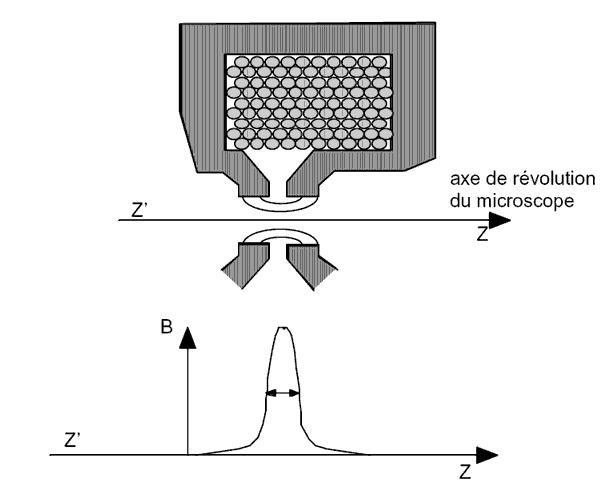
Схема, поясняющая конфигурацию магнитной линзы. Ось ZZ' — направление движения пучка частиц; тёмная штриховка — магнитное ярмо и полюса; штриховка кружочками — токовая обмотка. Ниже приведено распределение продольного магнитного поля.

Магнитная линза — устройство электронной оптики, линза для фокусировки электронов. 
Представляет собой цилиндрически симметричный электромагнит с очень острыми кольцевыми наконечниками полюсов, который создаёт в малой области сильное неоднородное магнитное поле, которое и отклоняет летящие через эту область электроны. Сила фокусировки электронного пучка осуществляется регулировкой постоянного тока питающей катушки.
Магнитные линзы применяются, например, в электронных микроскопах, а также в некоторых типах осциллографических электронно-лучевых трубок. 
С точки зрения конфигурации магнитных полей, магнитная линза — это очень короткий соленоид, который, в свою очередь, широко используется для фокусировки пучков частиц в области относительно низких энергий.

## Механизм фокусировки
Электроны, покидающие источник под некоторым углом по отношению к оси достигают начала электромагнитного поля. Горизонтальная компонента поля отклоняет их, за счёт чего они приобретают боковую скорость и, пролетая через сильное вертикальное поле, получают импульс в направлении к оси.
Боковое же движение убирается магнитной силой, когда электроны покидают поле, так что окончательным эффектом будет импульс, направленный к оси, плюс «вращение» относительно неё. Расходящиеся электроны собираются в параллельный пучок. Действие такого устройства подобно действию обычной оптической линзы на расходящиеся лучи света от находящегося в её фокусе объекта. Если поставить ещё одну такую же линзу, то она сфокусирует электроны снова в одну точку и получится изображение источника.

## Преимущества магнитной фокусировки по сравнению с электростатической
- Магнитная фокусировка позволяет достичь большего тока пучка. Это связано с тем, что для формирования пучка используется весь ток катода, а не его часть, как в пушках с электростатической фокусировкой (0,1—0,5), электроды которых притягивают к себе значительную часть электронов.

- Магнитная линза позволяет получить лучшее качество фокусировки, т.е. меньший размер электронного пятна в фокальной плоскости. Это связано с большим диаметром фокусирующей катушки по сравнению с диаметром электродов электростатической линзы. Чем больше отношение диаметра электронной линзы (катушки или электрода) к диаметру пучка, проходящего через линзу, тем выше качество фокусировки (меньше сферические аберрации).